# Blotted Science
Blotted Science est un groupe américain de metal progressif, originaire de San Antonio, au Texas. Il est formé en 2004 par le guitariste Ron Jarzombek. Leurs morceaux, exclusivement instrumentaux, portent généralement des noms médicaux, comme Laser Lobotomy (lobotomie au laser) ou Vermicular Asphyxiation (asphyxie vermiculaire). Le groupe ne s'est pas produit une seule fois en concert pendant toute sa carrière.

## Histoire
En cherchant des musiciens pour son projet, le guitariste de Watchtower Ron Jarzombek, qui vit à Austin, rencontre le bassiste Alex Webster du groupe Cannibal Corpse après avoir vu une vidéo de l'enregistrement en studio de son groupe sur la chanson Frantic Disembowelment. C'est par le biais du forum de son ancien groupe Spastic Ink que le contact s'établit et que les deux hommes se rencontrent lors d'un concert du groupe à Austin. En février 2006, le successeur d'Adler, Derek Roddy, est présenté et le groupe collabora avec lui pendant six mois.
Après sa séparation d'avec Roddy en août 2006, parce qu'il voulait modifier significativement les parties de batterie écrites par Jarzombek et Webster, Jarzombek se met à la recherche d'un nouveau batteur et a trouvé Charlie Zeleny, que Jarzombek avait vu auparavant lors d'un concert avec son groupe Behold... the Arctopus. Ensemble, ils enregistrent les pistes de batterie manquantes pour l'album studio qui devait sortir début 2007. Mi-septembre, The Machinations of Dementia, le premier album du groupe, est publié plus tard que prévu par le propre label de Jarzombek, EclecticElectric. Par la suite, les membres du groupe se consacrèrent à d'autres projets.
Fin septembre 2010, Ron Jarzombek fait son retour et annonce que le groupe travaille sur une nouvelle sortie. En été 2008, Webster et lui auraient pris la décision de sortir un nouveau CD lors d'une réunion commune. Cependant, par manque de temps, ils auraient opté pour la publication d'un EP. De plus, Hannes Grossmann, batteur du groupe Obscura et originaire d'Allemagne, a été présenté comme nouveau membre du groupe. Le départ de Charlie Zeleny est justifié par le fait que Hannes Grossmann conviendrait mieux au groupe grâce à son expérience dans différents groupes de death metal.
Le 4 octobre 2011, le groupe sort son premier EP The Animation of Entomology, également sur EclecticElectric. La genèse des différentes chansons était basée sur différents films d'horreur animaliers mettant en scène des insectes. Les chansons devaient ressembler à une musique de fond, chaque riff ou solo de guitare devant représenter un seul animal. Jarzombek fournit des exemples via YouTube, sur lequel il a publié des extraits des films King Kong et Swarmed sur fonds de musique de Blotted Science. Fin octobre, le groupe annonce avoir négocié un contrat d'enregistrement avec le label britannique Basick Records, par le biais duquel The Animation of Entomology est disponible en Europe un mois plus tard.
En mai 2013, le groupe réédite son premier album The Machinations of Dementia et l'EP The Animation of Entomology en format vinyle sur Antithetic Records, chacun limité à quelques centaines d'exemplaires.

## Style musical
Blotted Science ne joue que de la musique instrumentale. Pour composer ses chansons, Ron Jarzombek utilise une version simplifiée de la technique dodécaphonique, qui a vu le jour vers 1920 autour du compositeur Arnold Schönberg. Jarzombek utilise ici une méthode du compositeur néerlandais Peter Schat, qui se représentait le cercle des quintes comme une sorte d'horloge dans laquelle chaque note représente une heure pleine. En formant des paires de notes dont le modèle a été préalablement défini, on obtient des gammes individuelles sur lesquelles sont basés les riffs de guitare des chansons de Jarzombek,.

## Discographie

### Albums studio
- 2007 : The Machinations of Dementia (EclecticElectric)
- 2011 : The Machinations of Dementia (réédition chez Avalon Records)

### EP
- 2011 : The Animation of Entomology (EclecticElectric en Amérique du Nord, Basick Records en Europe)